# Huittinen
Huittinen, en suédois Vittis, est une ville du sud-ouest de la Finlande, dans la province de Finlande occidentale et la région du Satakunta.
La commune de Vampula a fusionné avec Huittinen le 1er janvier 2009.

## Géographie
La municipalité est largement plane, traversée au nord par le fleuve Kokemäenjoki. Le nord est la région la plus sauvage, avec un bout du Parc national de Puurijärvi-Isosuo. Le sud est plus agricole, notamment la vallée de la petite rivière Punkalaitumenjoki.
Les communes limitrophes sont Vampula au sud, Köyliö à l'ouest, Kokemäki au nord-ouest, mais aussi Äetsä au nord et Punkalaidun à l'est (Pirkanmaa) ainsi qu'Alastaro au sud-est (Finlande du Sud-Ouest).

## Économie

### Principales entreprises
En 2020, les principales entreprises de Huittinen par chiffre d'affaires sont :
| Société                               | C.A.  |
| ------------------------------------- | ----- |
| Satarehu Oy                           | 35 M€ |
| Autotalo Pelttari Huittinen           | 34 M€ |
| Mediset Hoivarakentajat Oy            | 33 M€ |
| Lihajaloste Korpela Oy                | 31 M€ |
| Huittisten Laatuauto Oy               | 18 M€ |
| Konepaja Survonen Oy                  | 13 M€ |
| Polarteknik Oy                        | 13 M€ |
| K-Rauta Huittinen                     | 12 M€ |
| Veljekset Mäkitalo Oy                 | 11 M€ |
| Autotalo Pelttari / Pelttarin Auto Oy | 9 M€  |

### Employeurs
En 2020, ses plus importants employeurs sont:
| Employeur                   | Employés |
| --------------------------- | -------- |
| Lihajaloste Korpela Oy      | 160      |
| Henkilöstöpalvelu Laine Oy  | 82       |
| Polarteknik Oy              | 81       |
| Veljekset Mäkitalo Oy       | 53       |
| Autotalo Pelttari Huittinen | 53       |
| Pimatic Oy                  | 49       |
| Seloy Oy                    | 43       |
| Konepaja Survonen Oy        | 39       |
| Huittisten Laatuauto Oy     | 34       |
| SK-Kaivin Oy                | 33       |

## Transports

### Routiers
La petite ville se situe au carrefour de deux grands axes routiers: la nationale 2 relie Helsinki à Pori et la nationale 12 relie Rauma à Tampere.
La route principale 41 menant à Aura se termine au même endroit.
Huittinen est aussi traversée par les routes régionales 230 et 212.

### Ferroviaires
Il n'y a pas de gare à Huittinen, mais dans la municipalité, à l'extrémité nord de Kuukinmaantie, il y a une section de 100 mètres de la voie ferrée Tampere–Pori.
Les gares les plus proches sont à Kokemäki et Sastamala.

## Démographie
Depuis 1980, l'évolution démographique d'Huittinen est la suivante, :
| Année      | 1980   | 1985   | 1990   | 1995   | 2000   | 2005   |
| ---------- | ------ | ------ | ------ | ------ | ------ | ------ |
| population | 11 650 | 11 502 | 11 429 | 11 270 | 10 983 | 10 768 |

| Année      | 2010   | 2015   | 2020   |
| ---------- | ------ | ------ | ------ |
| population | 10 663 | 10 497 | 10 029 |

## Jumelages
| Ville | Ville         | Pays | Pays      |
| ----- | ------------- | ---- | --------- |
|       | Frederiksværk |      | Danemark  |
|       | Hoyerswerda   |      | Allemagne |
|       | Keila         |      | Estonie   |
|       | Odda (en)     |      | Norvège   |
|       | Stenungsund   |      | Suède     |

## Personnalités liées à la ville
- Mandi Hannula, député
- Kauko Heuru, maire
- Arvo Inkilä, homme politique
- Oskari Jalava, député
- Jyrki Joutsensalo, professeur
- Erkki Kaila, Archevêque
- Alma Manor, religieux,
- Kalle Kirra, député
- Pekka Kiuru, entrepreneur
- Väinö Kivi, avocat et député
- Maunu Kohijoki, député
- Antti Koivuniemi, auteur
- Petteri Lax, saut en longueur
- Lauri Leppänen, sculpteur
- Mirjam Mustonen, conseillère pédagogique
- Kalle Määttä, professeur
- Einari Nieminen, député
- Niko Peltola, joueur de hockey
- Jukka Perko, saxophoniste
- Markku Piri, artiste visuel
- Ari Reunanen, gardien de but de hockey
- Tilda Reunanen, religieux,
- Siina Rinne, artisan
- Jukka Ruusumaa, musicien
- Risto Ryti, président de la République
- Jani-Matti Salo, éclairagiste
- Karl Edvard Takkula, directeur de prison
- Raija Vahasalo, députée
- Iida Vemmelpuu, députée
- Elsa Ytti, graphiste
- Agnes Sjöberg, vétérinaire

## Galerie

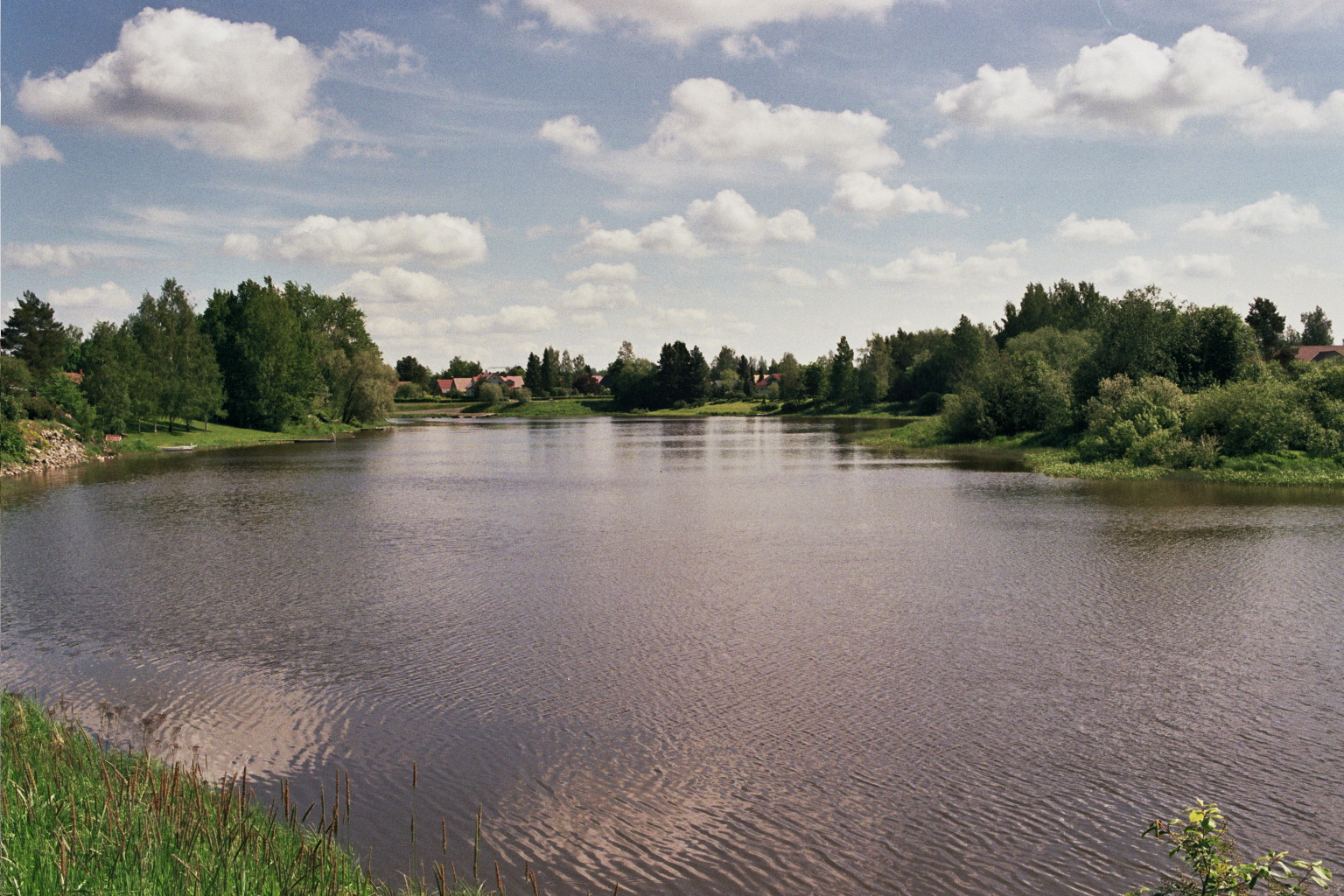
La rivière Loimijoki.
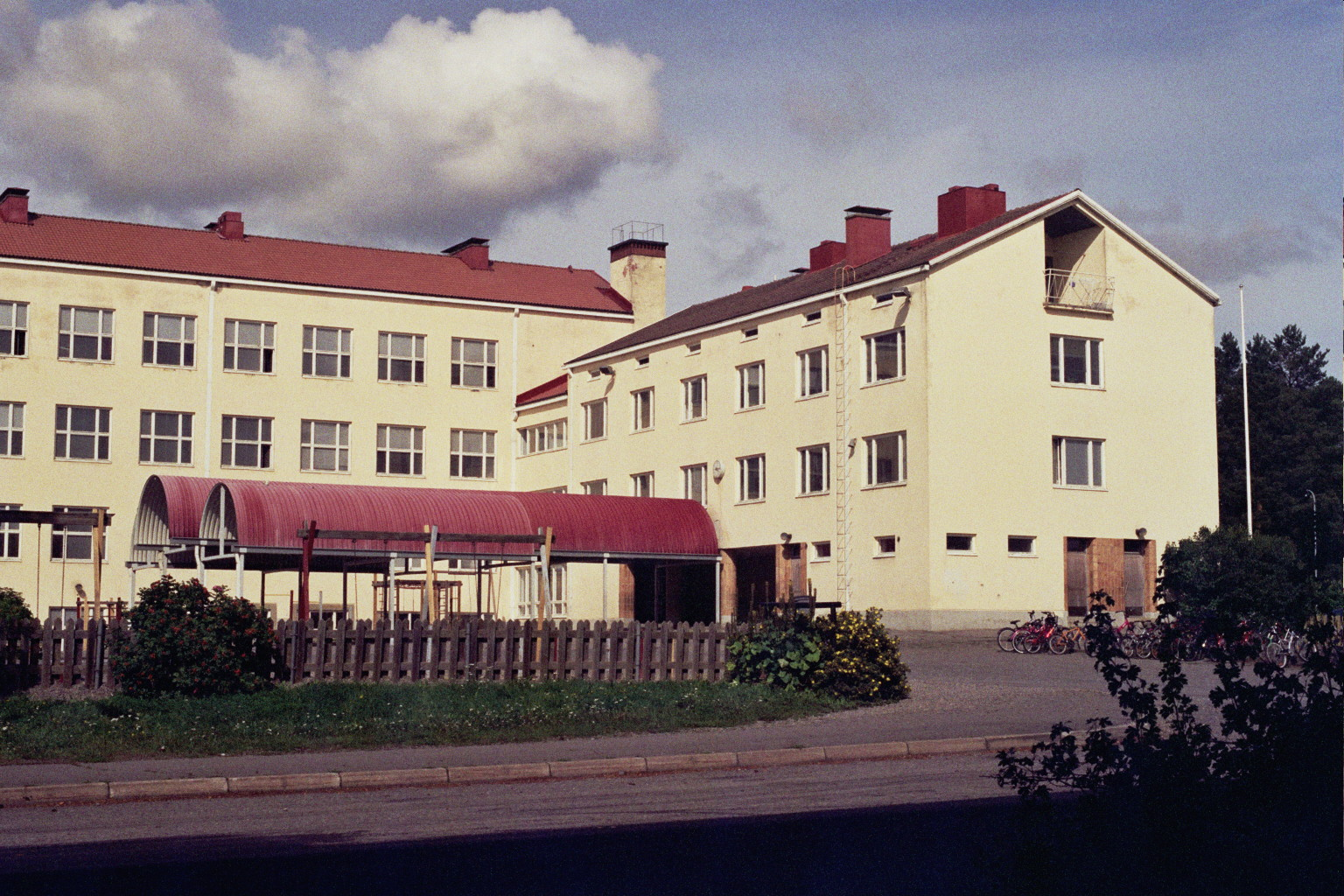
L'école de Lauttakylä.
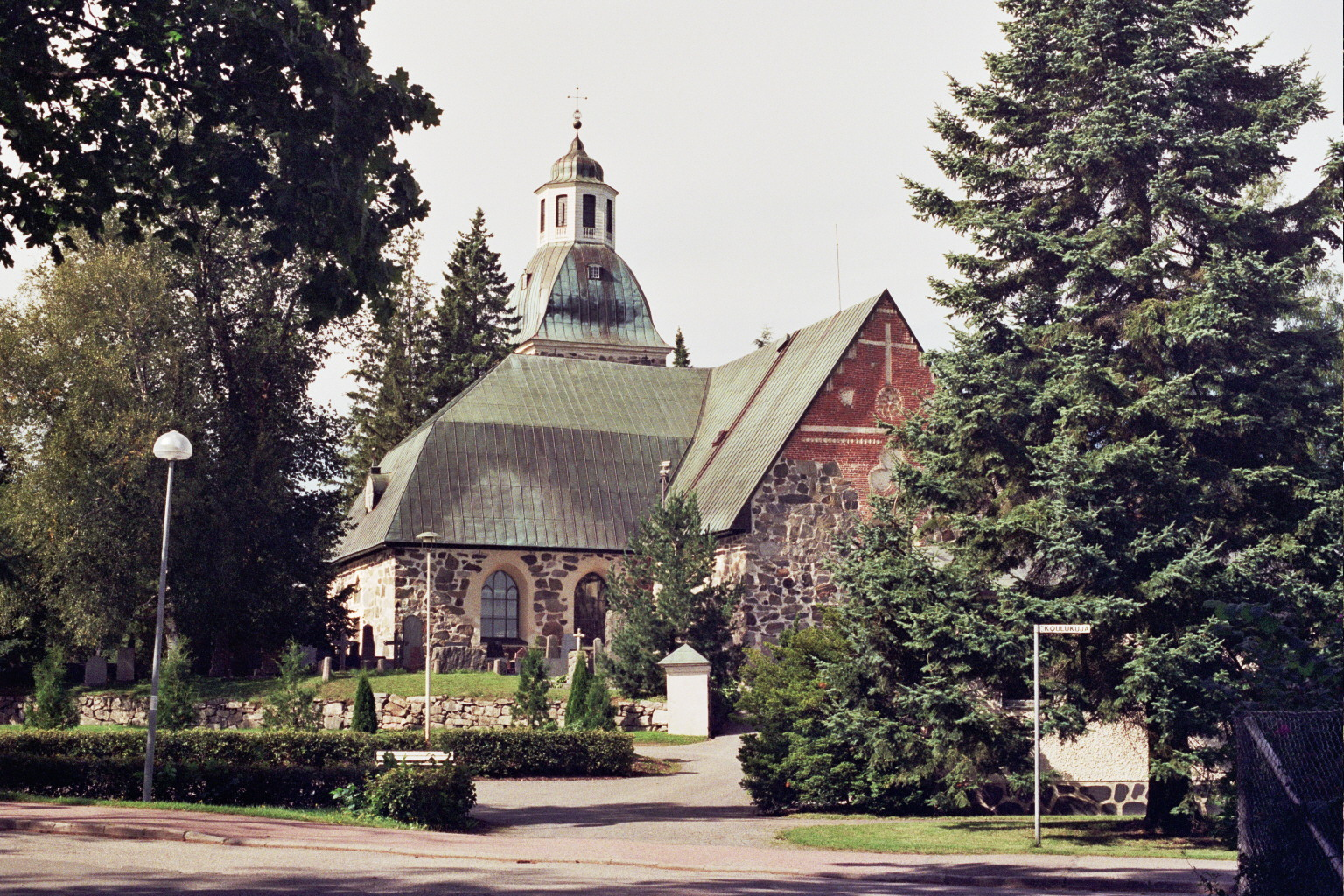
Église d'Huittinen.
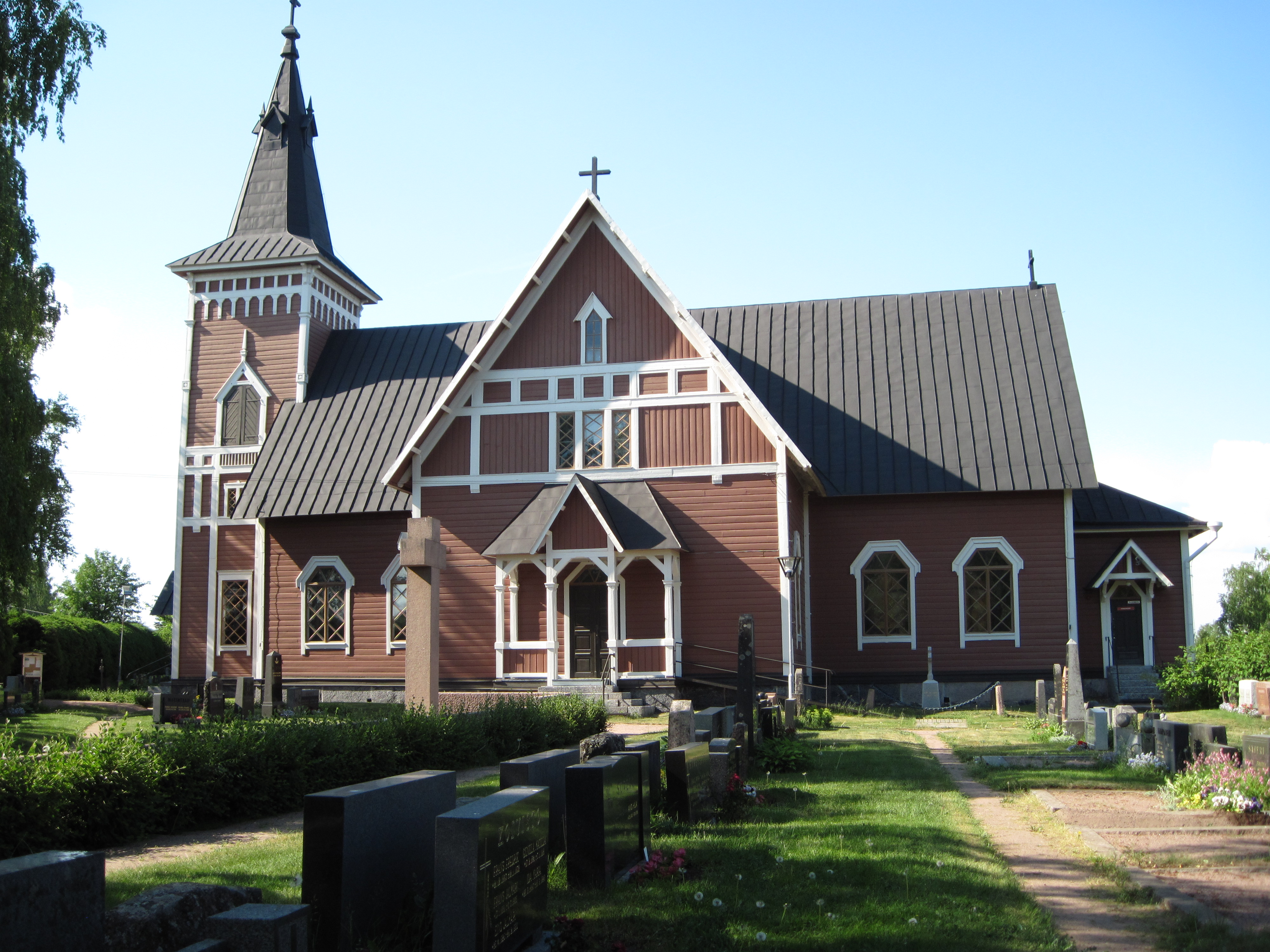
Église de Vampula.

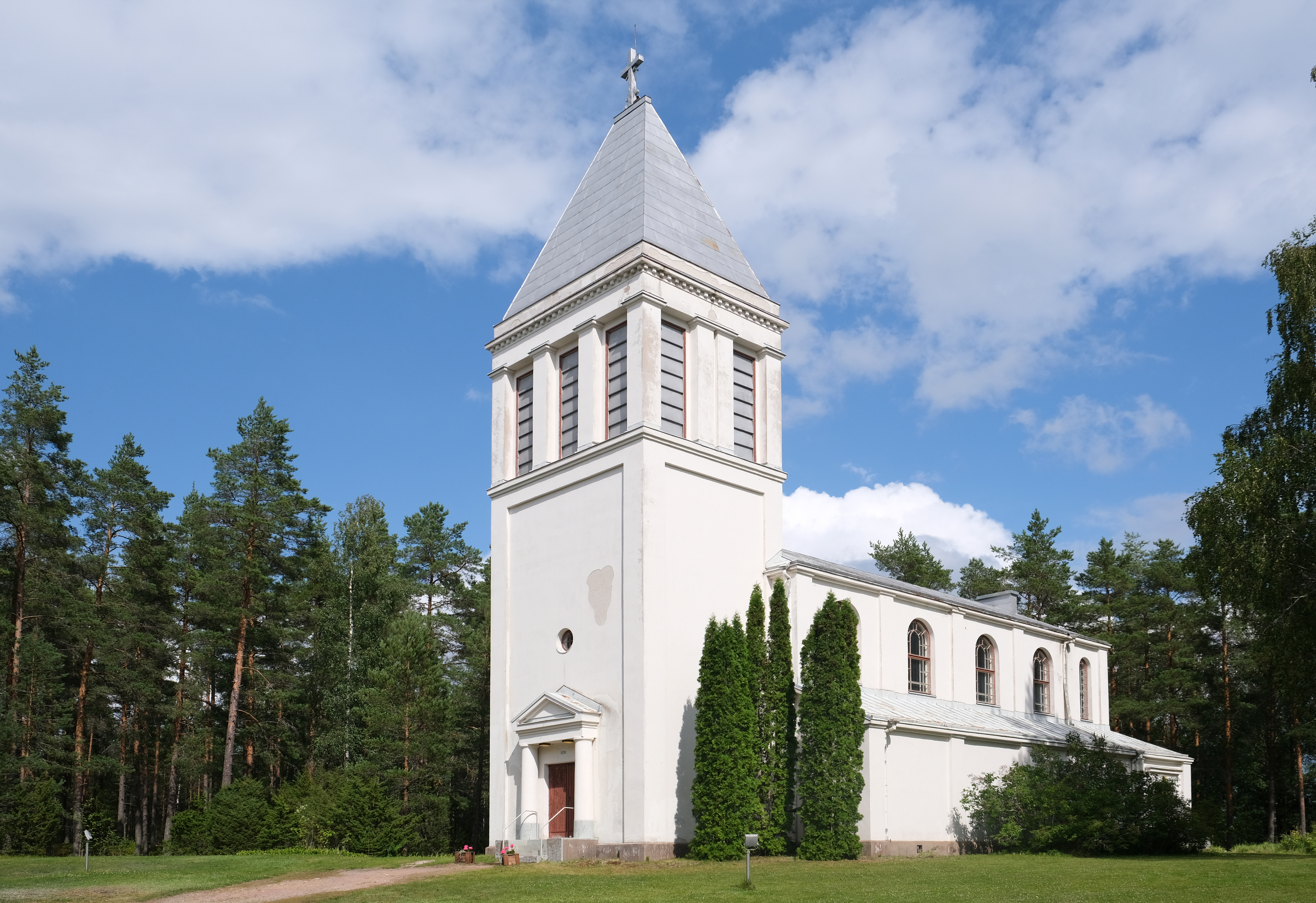
Église d'Huhtamo.
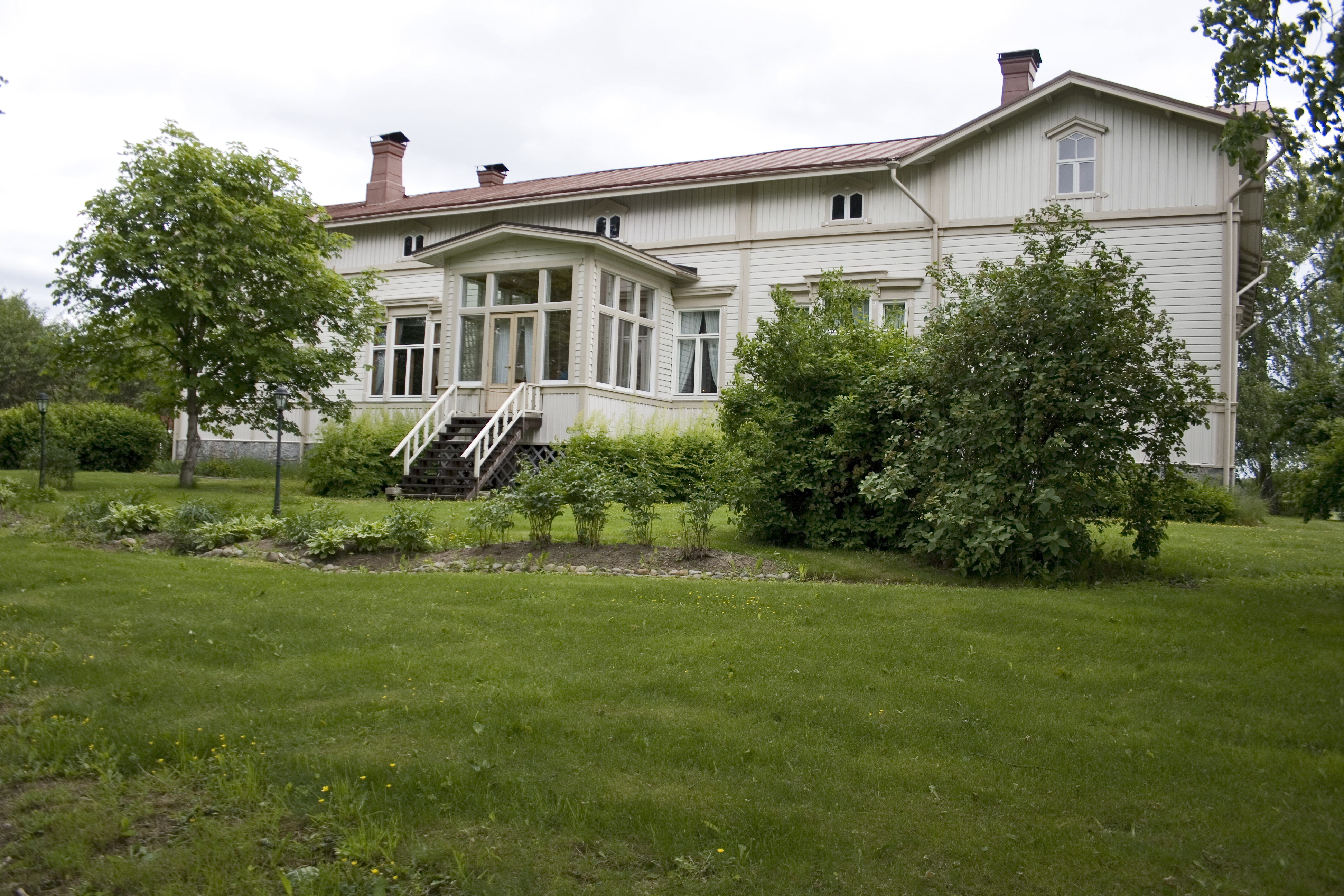
L'ancien presbytère.
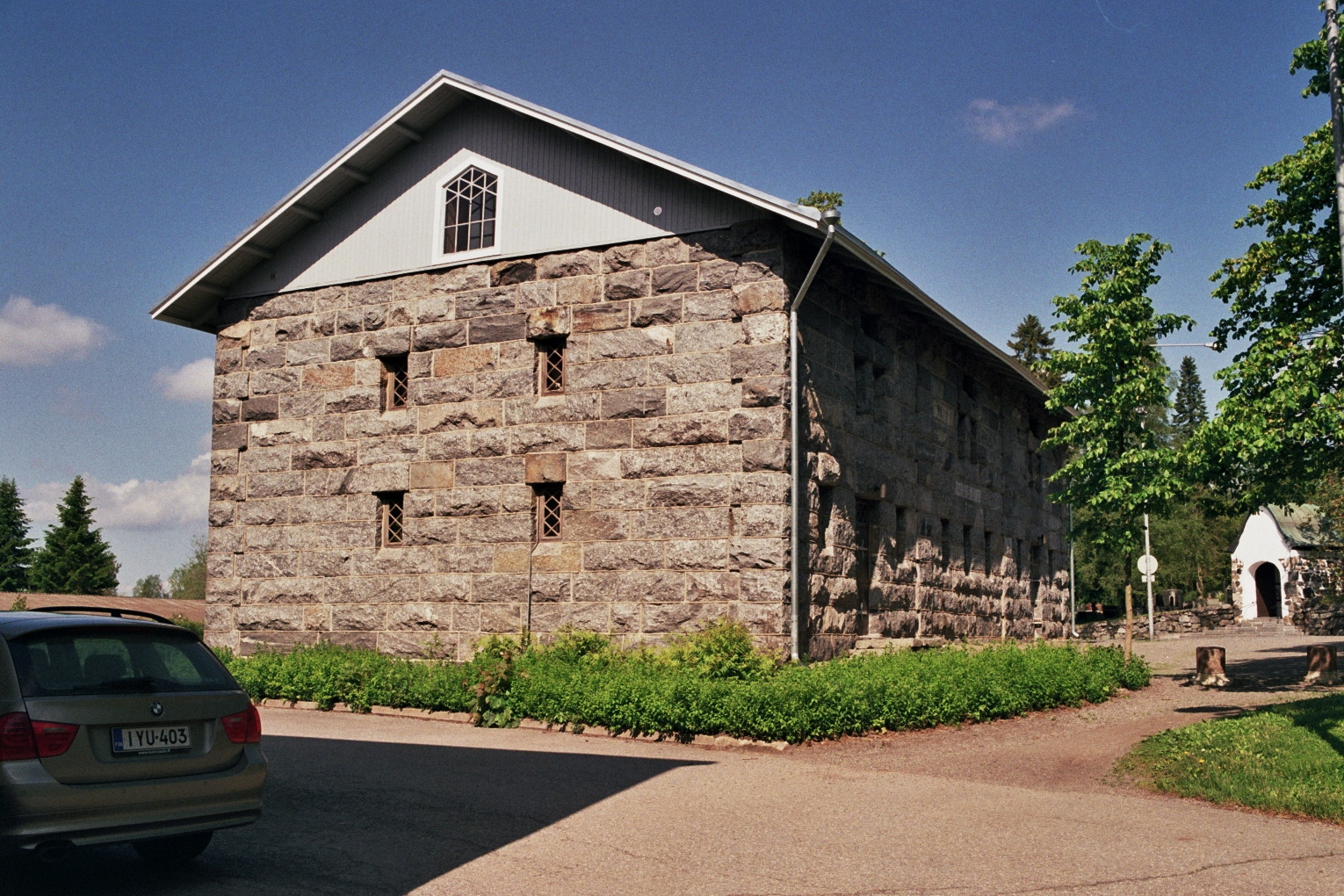
Le musée d'Huittinen.
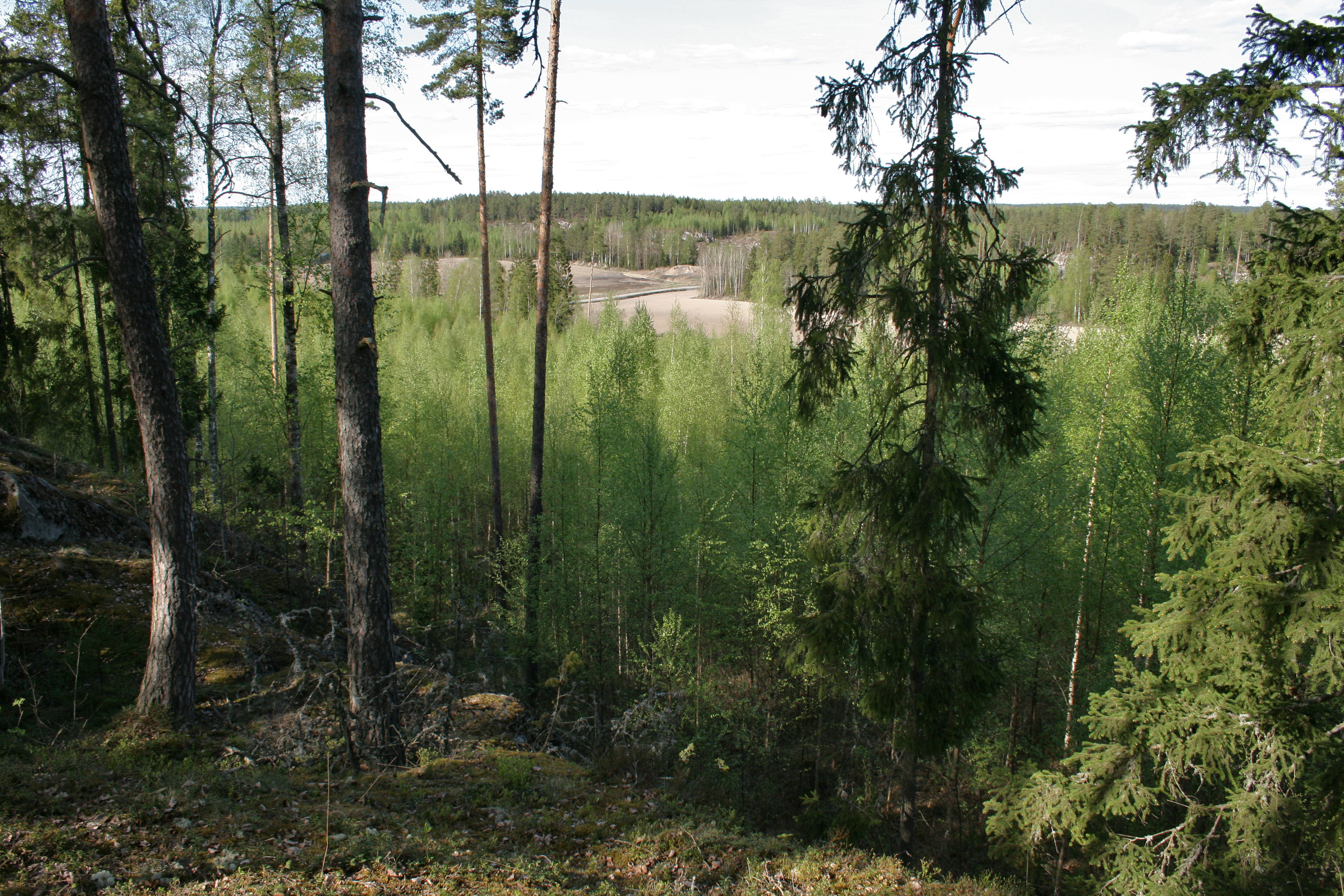
Colline de Räätikäs.